# Sekta (singel)
Sekta - singel zespołu Vavamuffin promujący pierwszy studyjny album Vabang!. Wydany w roku 2006 na 7" winylu.

## Lista utworów
- Strona A:
  - Sekta (oryginalna wersja utworu)

- Strona B:
  - Version (riddim do tego utworu)